# Heroldrebe
L'  heroldrebe   est un cépage de cuve de raisins noirs.

## Origine et répartition géographique
Le cépage est une obtention de August Herold dans l'institut Staatliche Lehr- und Versuchsanstalt für Wein- und Obstbau Weinsberg à Weinsberg. L'origine génétique est vérifiée et c'est un croisement des cépages Portugais bleu x Blaufränkisch réalisé en 1929. Le cépage est autorisé dans de nombreux Länder en Allemagne. 
En Allemagne, la culture du heroldrebe est avec 200 ha en 2000 assez stable (essentiellement en Palatinat). Quelques plantations existent en Afrique du Sud.
Le nom du cépage est un hommage au créateur du cépage.
L'heroldrebe a servi de géniteur des cépages dornfelder et hegel.

## Caractères ampélographiques
- Extrémité du jeune rameau aranéeux, blanc verdâtre.
- Feuilles adultes, à 3 lobes (ou faiblement 5 lobes) avec des sinus supérieurs peu  profonds, un sinus pétiolaire à bords superposés, des dents anguleuses, larges, un limbe duveteux.

## Aptitudes culturales
La maturité est de première époque hâtive: 5  jours avant le chasselas.

## Potentiel technologique
Les grappes sont grandes et les baies sont de taille moyenne. La grappe est tronconique, ailée et compacte. Le cépage est très vigureux et fertile. Il est assez résistant au mildiou et à l'oïdium mais il est sensible à la pourriture grise. 
Il donne un vin rustique, neutre et légèrement tannique. Il plus apprécié en vin rosé.

## Synonymes
Le  heroldrebe   est connu sous le sigle We S-130 ou Weinsberg S-130